# Axel Paulsen
Pour les articles homonymes, voir Paulsen.
Axel Paulsen, né à Kristiana (aujourd'hui Oslo) le 18 juillet 1855 et mort le 9 février 1938, est un patineur norvégien, connu principalement pour une figure qu'il inventa, l'axel.

## Biographie

### Carrière sportive
Il réussit pour la première fois cet exploit lors de la première édition des championnats du monde de patinage artistique, à Vienne, en 1882, tout en portant des patins de patinage de vitesse. Il termina 3e à ces championnats. Son frère, Edwin Paulsen, était également patineur.
Âgé de 16 ans, Axel Paulsen se présenta aux championnats de Kristiana en 1870 et y cause une surprise en terminant premier au classement. Quinze ans plus tard, en 1885, il remporta les championnats du monde.
Axel Paulsen était aussi connu comme un bon patineur de vitesse. Il accomplit la course des 100 milles (160,9 km) en un temps de 9 heures 30 minutes. Il fut un des premiers Européens à participer aux compétitions en Amérique du nord, où il défia les meilleurs patineurs canadiens et américains d'une bonne longueur tout le long de la course, ayant même le temps d'y ajouter des figures de patinage à l'arrivée, incluant une pirouette assise qui dura une minute.

## Records du monde
- 1885 : 1 mille (anglais) = 3:26,4
- 1885 : 10 milles = 39:07,4
- 1886 : 1 mille =  3:05,4
- 1886 : 3 milles 10:33,0
- 1889 : 20 milles 1:09:15